# Campionato sudamericano femminile di pallacanestro 1977
Il 16º Campionato dell'America Meridionale Femminile di Pallacanestro (noto anche come FIBA South American Championship for Women 1977) si è svolto dal 13 al 24 marzo 1977 a Lima, in Perù. Il torneo è stato vinto dalla nazionale peruviana.

## Squadre partecipanti
- Argentina
- Bolivia
- Brasile
- Cile
- Colombia
- Ecuador
- Paraguay
- Perù

## Classifica finale
| Pos | Squadra   | V-P |
| --- | --------- | --- |
|     | Perù      | 7-0 |
|     | Brasile   | 6-1 |
|     | Argentina | 4-3 |
| 4   | Ecuador   | 3-4 |
| 5   | Colombia  | 3-4 |
| 6   | Paraguay  | 3-4 |
| 7   | Cile      | 2-5 |
| 8   | Bolivia   | 0-7 |